# Guilherme de Nogaret
Guilherme de Nogaret (Saint-Félix-Lauragais, cerca de 1260 – Paris, 13 de abril de 1314) foi o principal funcionário, chanceler e chefe da guarda real, na corte do rei Filipe IV.

## Biografia
Nasceu em San Felix-en-Lauragais, de uma família albigense, sendo protegido do advogado Pierre Flotte. Morreu em 1314. Assistiu, ao lado de Felipe IV, à execução do último Grão-Mestre Templário, Jacques de Molay, e do Preceptor da Normandia na fogueira, em 18 de março de 1314.
Estudou direito, obtendo um doutoramento e o estatuto de professor, e foi em 1294 nomeado juiz real da corte do senescal de Beaucaire.
Em 1299 foi feito cavaleiro pelo rei.
Imbuído, por seus estudos de Direito romano, da doutrina da supremacia absoluta do Rei, não tinha escrúpulos quando se tratava do poder real. Sua influência ficou clara na luta entre Filipe e o papa Bonifácio VIII.
Em 1300 foi enviado como embaixador à Santa Sé para desculpar-se de sua aliança com Alberto da Áustria, que usurpara o império. Nogaret, segundo narrou, censurou o papa que replicou em linguagem vigorosa. 
Depois da morte de Pierre Flotte na batalha de Courtrai (1302), Nogaret se tornou o principal conselheiro do rei.
Após a publicação da bula Unam Sanctam, Nogaret foi encarregado de dirigir o conflito com a Santa Sé, em fevereiro de 1303. Na Assembléia do Louvre (12 de março de 1303), acusou o papa de sodomia, simonia e uso do patrimônio da igreja para financiar guerras contra seus inimigos pessoais e para seu luxo. Mais tarde, aliando-se a seus inimigos italianos, o banqueiro florentino Musciatto de Franzese e Sciarra Colonna, chefe do partido gibelino, surpreende Bonifácio VIII no seu palácio em Anagni e o prende, depois de tê-lo submetido a tratamento ultrajante em 7 de setembro. Mas os habitantes do lugar vieram socorrer o papa cuja morte, em 11 de outubro, evitou a Nogaret punição severa.
Este acontecimento famoso de 8 de setembro em Anagni, nos arredores de Roma, ocorreu sem grandes complicações a Nogaret. Fala-se mesmo de uma reviravolta contra o absolutismo papal. O fato marca a ruptura dos tempos com o século XIII que havia sido cristão por excelência. Sob Inocêncio III e, na França, durante o reinado de Luís IX, os governos se submetiam às exigências do papa, exceto por Frederico II do Sacro Império Romano-Germânico. Tudo mudará com Filipe IV, pois o neto de São Luís é o precursor do galicanismo e da laicidade, ou seja, da separação da Igreja e do Estado. Pode-se dizer que Filipe IV foi um dos principais precursores do nacionalismo naquela época.

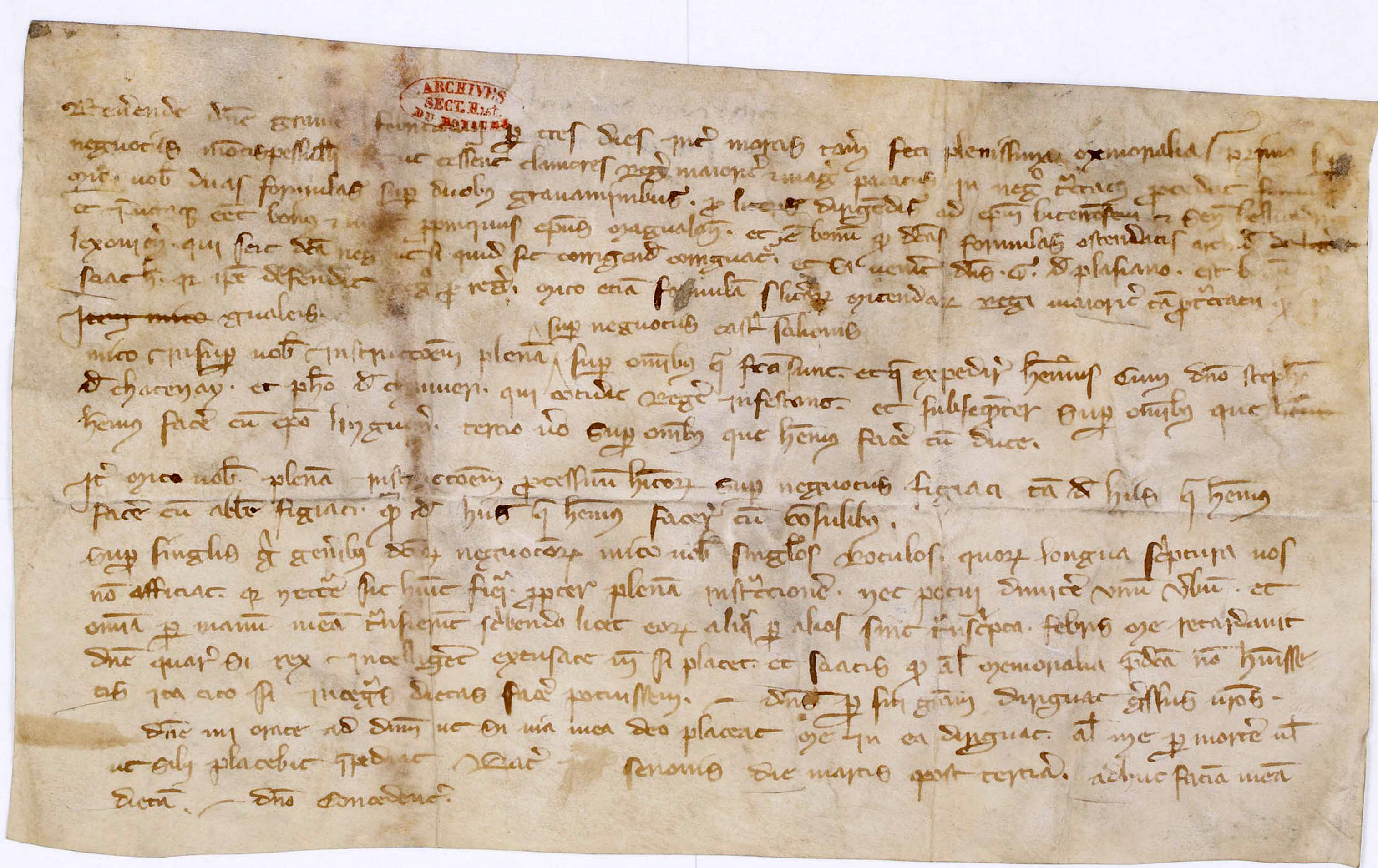
Carta de Guilherme de Nogaret

Em 1304, no Languedoc, Nogaret explicou-se ao rei e foi recompensado com muitas propriedades. Filipe o enviou em embaixada ao novo papa Benedito XI que lhe recusou a absolvição. 
Porém, Clemente V o absolveu em 1311. 
Nogaret teve parte decisiva no julgamento dos Templários. Em 22 de setembro de 1307, na abadia de Maubuisson, Filipe fez dele o Guarda do Selo (chanceler) e no mesmo dia o Conselho Real promulgou o decreto que mandava prender os templários, o que aconteceu em 12 de outubro.
Nogaret os prendeu, escrevendo na proclamação as justificativas do crime, dirigiu o processo e tomou as medidas que levaram à execução de Jacques de Molay e dos principais templários em 1314. Com energia incansável, foi o autor dos documentos pelos quais arruinou seus adversários, e tentou justificar a condenação ao anunciar os planos de uma nova cruzada, cujas despesas seriam incorridas com os bens confiscados à Ordem.
Tratava-se de um documento em latim endereçado a Clemente V em que o autor atribui o fracasso das cruzadas aos templários e declara que Filipe apenas podia dirigi-las de modo adequado, desde que tivesse o apoio dos príncipes cristãos para obter os fundos requeridos: todas as propriedades dos Templários seriam dadas à Coroa, assim como seriam taxados todos os legados e todos os benefícios na cristandade. As outras ordens militares, abadias, igrejas, deveriam reter apenas propriedade indispensável à sua subsistência, e o resto dado à Cruzada. Ninguém levou o documento a sério.
A influência de Nogaret é sentida ainda no julgamento por feitiçaria de Guichard, bispo de Troyes em (1308). 
Nogaret morreu antes do rei, numa época em que o regime que ajudara a estabelecer estava recebendo diversos ataques.